# Drosophila kanekoi
Drosophila kanekoi är en tvåvingeart som beskrevs av Hide-aki Watabe och Masanobu Higuchi 1979. Drosophila kanekoi ingår i släktet Drosophila och familjen daggflugor.
Artens utbredningsområde är Japan.